# Astragalus commixtus
Astragalus commixtus — вид квіткових рослин з родини бобових (Fabaceae). Ареал охоплює такі країни: Афганістан, Вірменія, Азербайджан, Китай (Сіньцзян), Іран, Казахстан, Киргизстан, Пакистан, Росія, Таджикистан, Туркменістан, Туреччина, Узбекистан.

## Середовище
Це однорічна трав'яниста рослина, яка зустрічається переважно в напівпустелях, степах та ксерих лісах на засолених ґрунтах. Висота зростання: 210–2100 метрів. Немає відомих серйозних загроз для цього виду.

## Біоморфологічна характеристика
Стебла 0.5–10 см, з притиснутими волосками до 1 мм. Листя 3–7 см; прилистки 3–5 мм, білі та чорні війчасті; листочки по 5–7 пар, вузькоеліптичні, 3–14 × 0.5–4 мм, нещільно волосисті, верхівка від закругленої до злегка втягнутої. Суцвіття 1–5-квіткове; квітконіжка 1–12 см, притиснуто волосиста; приквітки білуваті, плівчасті, 1–2 мм, війчасті. Чашечка трубчаста, 5–8 мм, з білими волосками, до зубців з чорними волосками; зубці шилоподібні, 2–3.5 мм. Пелюстки фіолетові або білуваті; штандарти 9–10 мм, відгин посередині сильно розширений, 3.5–4 мм завширшки; крила 7–8 мм; кіль 6–6.5 мм. Боби сидячі, лінійні, чітко до напівкругло вигнуті, (1)2–4 см, 2.5–3 мм заввишки та приблизно 3 мм завширшки, з гачкуватим дзьобом, нещільно волосаті з волосками 0.4–1 мм.